# Greatest Hits (Lost)
 For alternative betydninger, se Greatest Hits. (Se også artikler, som begynder med Greatest Hits)
"Greatest Hits" er 21. afsnit af tredje sæson af den amerikanske tv-serie Lost. Afsnittet er instrueret af Stephen Williams, og skrevet af Edward Kitsis og Adam Horowitz. Det blev sendt første gang 16. maj 2007 på American Broadcasting Company.